# Indologie
Indologie ist eine geisteswissenschaftliche Disziplin, die sich mit der Beschreibung und Erklärung der Sprachen, Kulturen und Geschichte des indischen Kulturraumes befasst. Ausgangspunkt der modernen europäischen Indologie im 18. Jahrhundert waren, in Deutschland angeregt durch die Romantik, Studium und Übersetzung der klassischen Sanskrittexte.
Das Fachgebiet der alt- und mittelindischen Sprachen wurde nach dem Zweiten Weltkrieg um die Beschäftigung mit modernen indischen Nationalsprachen und deren Literaturen erweitert. Teilweise zielt ein neues Verständnis in den letzten Jahren unter dem Begriff Südasienkunde in Richtung einer anwendungsorientierten Hilfsdisziplin.

## Sprachliche Quellen
Die kulturhistorisch wichtigsten Quellsprachen des indischen Altertums und der Vormoderne sind die Sprache des Veda (Vedisch), das (klassische) Sanskrit und mittelindische Idiome, die sogenannten Prakrits, (insbesondere Pali) sowie Tamil. Mit den Primärmethoden der historisch-kritischen Philologie erforscht die Indologie systematische Teilbereiche des indischen Kulturraums, besonders die indische Geistes- und Kulturgeschichte und versucht, durch objektive Datenerhebung eine universalgeschichtliche Beurteilung Indiens zu ermöglichen.

## Teildisziplinen der Indologie
Unter die indologischen Teildisziplinen fallen politische Geschichte, Sprachen, Literaturen, Philosophie, Medizin, Rituale, Religionen, Kunst und Recht des indischen Subkontinents. Um die Texte in ihrem zeitgenössisch ausgedrückten Sinn verstehen und interpretieren zu können, muss die Indologie intra-disziplinär arbeiten, das heißt, sich den Verständnis- und Wissenshorizont der alten indischen Autoren aneignen und sich in ihre sakralen Überlieferungen und säkularen Wissenschaften einarbeiten. Die Erforschung des modernen Indien bietet der Indologie die Möglichkeit, Methoden gegenwartsbezogener Fächer wie Soziologie oder Ethnologie als Hilfswissenschaften anzuwenden. Hier ist die Beherrschung und Anwendung der zahlreichen neuindischen Idiome maßgeblich, deren Lehre und Studium besonders in der zweiten Hälfte des 20. Jahrhunderts auf großes Interesse stieß. Auch die darstellende Kunst, wie beispielsweise klassischer indischer Tanz, wird von der mehr gegenwartsbezogen arbeitenden Indologie berücksichtigt.

## Der Beginn europäischer Sanskrit-Studien

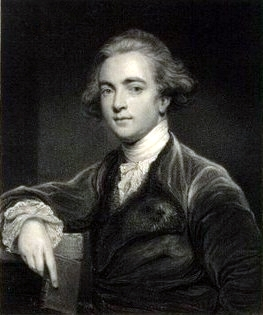
Sir William Jones

Die moderne, wissenschaftliche indologische Forschung setzt im späten 18. Jahrhundert mit der Gründung der Asiatic Society of Bengal (1784) in Kalkutta durch William Jones (1746–1794) ein. Eine große Wirkungsgeschichte erzielten auch Charles Wilkins (1750–1833) und Henry Thomas Colebrooke (1765–1837), die sich ebenfalls auf Originalquellen in Sanskrit stützten, und nicht mehr das Persische als indirektes Medium der Vermittlung heranzogen. Dies war erst aufgrund der kolonialen Präsenz der Briten in Ostindien möglich geworden.

## Geschichte der deutschen Indologie

### Heinrich Roth
Der erste deutsche Sanskrit-Gelehrte war der Jesuit und Missionar Heinrich Roth (1620–1668). Während eines längeren Indienaufenthalts lernte er die altindische Sprache und schrieb sogar eine Grammatik, die jedoch nie gedruckt wurde, da Roth nicht die Zeit fand, die Druckarbeiten zu betreuen. Es wird berichtet, dass er nicht nur die Sanskrit-Sprache fließend beherrschte, sondern auch gute Kenntnisse der Sanskrit-Literatur und -Philosophie besaß.

### Wilhelm von Humboldt
Der eigentliche Beginn der Sanskrit-Studien in Deutschland erfolgte jedoch erst Anfang des 19. Jahrhunderts. Die damaligen Gelehrten waren zum Teil berühmte Persönlichkeiten des deutschen Kulturlebens wie Wilhelm von Humboldt (1767–1835). Er hatte Sanskrit von dem in Mainz geborenen Berliner Linguisten Franz Bopp (1791–1867) gelernt und veröffentlichte u. a. einen Essay über die Bhagavad Gita, auf den Hegel in einer kritischen Rezension antwortete. Humboldt unternahm auch einige bedeutende Studien zur vergleichenden Sprachwissenschaft.

### Brüder Schlegel
Friedrich Schlegel (1772–1829), der vielseitige Autor, Kritiker und Mitbegründer der romantischen Bewegung, lernte Sanskrit von dem britischen Marine-Offizier Alexander Hamilton, der als Gefangener der napoleonischen Kriege in Paris festsaß und als einziger in der Stadt Sanskrit-Kenntnisse besaß. Im Jahr 1808 schrieb Schlegel seine berühmte Abhandlung Über die Sprache und Weisheit der Indier, die wichtige Impulse für spätere indologische Forschungen gab. Doch Friedrich Schlegel hatte auch viele andere Interessen, und so wurde nicht er, sondern sein Bruder August Wilhelm (1767–1845), bekannt insbesondere als Shakespeare-Übersetzer, im Jahr 1818 zum ersten deutschen Professor der Indologie in Bonn. Mit den Methoden der Klassischen Philologie erstellte er kritische Editionen und historisch-kritische Übersetzungen der Sanskrit-Literatur. Er ließ in Paris Devanagari-Schrifttypen fertigen und brachte 1823 die Bhagavad Gita in Originalschrift heraus, begleitet von seiner lateinischen Übertragung.

### Friedrich Rückert
Der Dichter und Orientalist Friedrich Rückert (1788–1866) war ursprünglich Professor für Arabisch und Persisch, studierte später jedoch auch die Sanskrit-Sprache und verfasste meisterhafte Übersetzungen indischer schöner Literatur, darunter die Episode Nala und Damayanti aus dem Mahabharata und das Gita Govinda, ein lyrisches Gedicht aus dem 12. Jahrhundert, das von Krishnas Jugend als Hirtenjunge und seiner Liebesbeziehung zum Hirtenmädchen Radha handelt.
Es war eine Zeit großer aufkeimender Indienbegeisterung, und aufgrund der Rezeption indischer Werke durch weitere deutsche Dichter und Denker wie Goethe, Herder, Schopenhauer und Nietzsche kam es im Laufe der Zeit zu einer Diffusion indischen Gedankenguts in das Bildungsbürgertum, obwohl zunächst noch häufig über sekundäre deutsche Übersetzungen, da keine oder nur wenige direkte Übertragungen aus dem Sanskrit vorlagen.

### Franz Bopp
Franz Bopp (1791–1867) war ein vielseitig begabter Linguist, der als Erster vergleichende Studien der Grammatik indoeuropäischer Sprachen unternahm und 1816 den Nachweis der Sprachverwandtschaft des Sanskrit mit den antiken, iranischen und germanischen Sprachen erbrachte und die vergleichende Sprachwissenschaft (Indogermanistik) als selbständige Wissenschaft begründete. Er übersetzte u. a. die Nala-Episode aus dem Epos Mahabharata in die lateinische Sprache und wurde 1825 mit Unterstützung von Humboldt Professor für Sanskrit in Berlin.

### Adolf Friedrich Stenzler
Adolf Friedrich Stenzler (1807–1887) war Professor der Indologie in Breslau und veröffentlichte viele wichtige Texteditionen sowie Übersetzungen von Sanskrit-Texten, darunter das Epos Raghuvamsha des berühmten indischen Dichters Kalidasa. Sein Elementarbuch der Sanskrit-Sprache, der „Stenzler“, ist das bekannteste Lehrbuch der deutschen Indologie und wurde seit seinem Erscheinen im Jahr 1869 von zahllosen Generationen von Studenten genutzt.
Stenzlers Werk ist zugleich eine Grammatik und ein Studienbuch, das viele Male von verschiedenen Gelehrten umgearbeitet und ergänzt wurde. Die 18. Aufl. wurde von dem Hamburger Indologen Albrecht Wezler umfangreich neu bearbeitet und erweitert, wobei aufgrund eines technischen Versehens zahlreiche Druckfehler in den Text gelangten. Die aktuelle 19. Aufl. (2002) wurde neu gesetzt und von Wezler unter Berücksichtigung von Vorschlägen anderer Gelehrter weiter modifiziert. Das Buch enthält eine übersichtliche Grammatik in indischer Devanagari-Schrift, Übungsbeispiele und Lesestücke der Sanskrit-Literatur zum Übersetzen sowie ein Wörterbuch für diese Texte. Für ein Selbststudium des Sanskrit ist der „Stenzler“ im Regelfall nicht geeignet, jedoch sehr hilfreich als Ergänzung anderer Lehrbücher oder als Übungsbuch für Anfänger mit guten Vorkenntnissen.

### Otto von Böhtlingk
Einer der bedeutendsten deutschen Indologen des 19. Jahrhunderts war Otto von Böhtlingk (1815–1904), der zusammen mit Rudolf von Roth das Große Petersburger Wörterbuch herausgab (1852–75). Während von Roth die vedische Literatur betreute, übernahm von Böhtlingk die klassische Sanskrit-Literatur und trug etwa 9/10 des Textes zum Wörterbuch bei, das weltweit zum umfangreichsten wurde und auch ins Englische übertragen worden ist. Böhtlingk leistete noch viele weitere wertvolle Beiträge zur Indologie, darunter herausragende Texteditionen und Übersetzungen ebenso wie ein Werk über Paninis Grammatik, in dem der überaus schwierige Originaltext westlichen Gelehrten erstmals zugänglich gemacht wurde.

### Friedrich Max Müller
Weltweit bekannt wurde der deutsche Indologe Max Müller (1823–1900), nach dem heute noch einige Goethe-Institute in Indien benannt sind (Max Mueller Bhavan). Er war ein herausragend begabter Philologe und studierte außer dem klassischen auch das vedische Sanskrit. Im Jahr 1846 zog er nach England und publizierte dort erstmals den vollständigen Text des Rigveda – das älteste sprachliche Dokument des indischen Kulturraums – zusammen mit einem Kommentar des Sayana, eines bedeutenden indischen Gelehrten des 14. Jh. Weitere Werke wie eine Sanskrit-Literaturgeschichte folgten, später 50 Bände Sacred Books of the East, die er herausgab und zu denen er viele eigene Übersetzungen wie etwa jene der wichtigsten Upanishaden beitrug. Sein letztes großes Werk The Six Systems of Indian Philosophy war die erste umfassende Darstellung aller philosophischen Systeme Indiens in einem Buch.

### Albrecht Weber
Albrecht Weber (1825–1901) war einer der großen Gelehrten der zweiten Hälfte des 19. Jahrhunderts, er brachte die Indologie durch seine unermüdlichen Forschungen in vielen Feldern voran. Seit 1867 lehrte er als ordentlicher Professor in Berlin, wo er auch Mitglied der Akademie der Wissenschaften war.
Weber beschäftigte sich intensiv mit der alten vedischen Literatur und gab erstmals einige bedeutende umfangreiche Sanskrit-Texte wie den Weißen Yajurveda in sorgfältig erstellten und kommentierten Editionen heraus. Im Jahr 1853 veröffentlichte er sein wichtigstes Werk Akademische Vorlesungen über Indische Literaturgeschichte, worin er die vedische Literatur sehr detailliert behandelte und auch nach Themen ordnete. Neben den Epen und Puranas erläuterte er die alte indische Grammatik, Medizin ebenso wie Musik und Künste und die Sanskrit-Literatur des Buddhismus. Moriz Winternitz, selbst prominenter Autor einer Sanskrit-Literaturgeschichte, nannte Webers Werk „einen Meilenstein in der Geschichte der Indologie“.
Im Jahr 1849 hatte Weber die Zeitschrift Indische Studien begründet und veröffentlichte darin zahlreiche eigene Artikel über seine Forschungen. Als richtungweisend gilt seine Übersetzung von Kalidasas Drama Mālavikāgnimitra, das die Liebesgeschichte des Königs Agnimitra und der Zofe Mālavikā schildert, welche – wie sich im Laufe des Geschehens herausstellt – in Wirklichkeit eine Prinzessin ist.

### Johann Georg Bühler
Johann Georg Bühler (1837–1898) gehörte zu den bedeutendsten Indologen des 19. Jahrhunderts. Er verbrachte fast die Hälfte seiner Zeit als Gelehrter in Indien, wo er 1863 Professor für Orientalische Sprachen wurde. Bühler konnte – ähnlich wie Paul Deussen – fließend Sanskrit sprechen, was ihm half, das Vertrauen indischer Gelehrter zu gewinnen, als er nach seltenen alten Manuskripten forschte. Er sammelte viele wertvolle Texte, übersetzte Inschriften und schrieb Standardwerke über das indische Recht. Bis heute bekannt ist er insbesondere durch sein Sanskrit-Lehrbuch, den Leitfaden für den Elementarkursus Sanskrit, der 1883 erschien.
Bühler nutzte in seinem Lehrbuch seine herausragende Beherrschung des Sanskrit und verfasste in den Übungstexten anspruchsvolle Sätze, die etwas von der indischen Kultur und Philosophie vermitteln. In der Didaktik folgte er dem bewährten Muster von Lehrbüchern des Lateinischen oder Griechischen mit einer einführenden Grammatik-Lektion, einem Vokabular und einem Übungstext. Die Devanagari-Schrift wird schrittweise eingeführt und ist in den ersten Lektionen noch von einer Transkription begleitet.
Bühlers Lehrbuch erschien in zahlreichen Reprints und war noch bis Ende des 20. Jahrhunderts im Umlauf. Weiterhin im Handel ist die englische Ausgabe (E. D. Perry, A Sanskrit Primer), die gegenüber dem Originaltext einige Verbesserungen aufweist. Es spricht für Bühlers Genie, dass bis heute kein deutschsprachiger Autor sein Lehrbuch durch ein besseres gleicher Art abzulösen vermochte. Dies gelang erst dem amerikanischen Indologen Walter Harding Maurer mit seinem Titel The Sanskrit Language (revidierte Ausgabe 2001), der ebenfalls hochwertige Sanskrit-Übungssätze enthält und um ein Vielfaches umfangreicher ist als Bühlers Werk.

### Paul Deussen
Paul Deussen (1845–1919) war nicht nur ein bedeutender Philologe, sondern auch Philosophiehistoriker. Er lernte Friedrich Nietzsche in Schulpforta kennen und war sein lebenslanger Freund. Deussen schrieb eine Reihe wichtiger Bücher über verschiedene Epochen der indischen Philosophie, insbesondere über den Veda und die Upanishaden. Seine Übersetzung Sechzig Upanishads des Veda (1897) stellte Forschern auch anderer Fachbereiche wertvolles Quellenmaterial zur Verfügung. In seinem Werk Allgemeine Geschichte der Philosophie widmete er die ersten drei Bände der indischen Philosophie, die letzten drei westlichen Traditionen. Seine Übersetzung der Brahma-Sutras war die erste vollständige Übertragung in einer europäischen Sprache.

### Heinrich Zimmer
Heinrich Zimmer (1890–1943) war ein Außenseiter in der Welt der Indologie. Seine Herangehensweise unterscheidet sich zum Teil wesentlich von jener seiner Fachkollegen, die sich zumeist einer streng philologischen Textinterpretation verpflichtet fühlen und eine gewisse Distanz zu den Texten wahren. Zimmer dagegen ließ sich intensiv auf die Inhalte der von ihm erforschten Quellen ein und legte eigene, psychologische Interpretationen vor, die unter anderen Carl Gustav Jung so nachhaltig beeindruckten, dass er Freundschaft mit dem deutschen Indologen schloss.
Zimmer hatte zunächst als Dozent der Indologie in Greifswald und Heidelberg gewirkt und indische Philosophie unterrichtet, musste jedoch 1939 Deutschland verlassen, da er mit Christiane von Hofmannsthal, Tochter des jüdischen Dichters Hugo von Hofmannsthal, verheiratet war. Er ging zunächst nach England und emigrierte wenige Jahre später in die USA, wo er eine Gastprofessur an der Columbia University übernahm. Joseph Campbell, einer seiner Studenten, brachte später einige von Zimmers unveröffentlichten Texten heraus, die zum Teil in englischer Sprache geschrieben waren.
Zimmers Buch Philosophie und Religion Indiens ist bis heute ein Klassiker der Indien-Literatur, in Deutschland seit 1961 von Suhrkamp verlegt. Der Autor handelt darin Themen wie Hinduismus, Jainismus, Buddhismus, Sankhya und Yoga ab und erläutert die Beziehung der östlichen Philosophie zur abendländischen. Sein Titel Der Weg zum Selbst (1944) war die erste deutsche Biographie über Ramana Maharshi, den Weisen von Tiruvannamalai, der durch einen Bericht des englischen Schriftstellers Paul Brunton berühmt wurde. Weitere wichtige Titel sind Indische Mythen und Symbole sowie Kunstform und Yoga im indischen Kultbild.
Zimmer war der erste deutsche Indologe, der sich intensiv mit Yoga und Tantra befasste, wobei er von Arbeiten des britischen Forschers Sir John Woodroffe (Arthur Avalon) beeinflusst war. Doch obwohl Zimmer den hohen Wert des Yoga an sich anerkannte, hegte er Zweifel, ob dieser Weg für den Westmenschen geeignet wäre. Zimmer forschte auch viel über den Buddhismus und übersetzte einige Quellentexte.

### Helmuth von Glasenapp
Helmuth von Glasenapp (1891–1963) war ein Indologe, der nicht nur herausragende Forschungsarbeit leistete, sondern auch die Fähigkeit hatte, seine Forschungsergebnisse der Öffentlichkeit in gut lesbaren Büchern mitzuteilen. Seine Buchtitel Die Philosophie der Inder und Die Literaturen Indiens waren wichtige Standardwerke, und in seinem Titel Das Indienbild deutscher Denker erläuterte er kenntnisreich die Einstellung prominenter deutscher Geistesgrößen wie Kant, Herder oder Spengler zu Indien und indischer Philosophie. Er war zudem ein Experte in den Religionen von Hinduismus, Jainismus und Buddhismus und schrieb einen Beitrag über Die nichtchristlichen Religionen für ein großes Lexikon.

### Paul Thieme
Paul Thieme (1905–2001) war einer der großen Universalgelehrten der Indologie des 20. Jahrhunderts. Mit viel Akribie und philologischer Expertise ergründete er auch die schwierigsten Texte und beschäftigte sich mit den Veden und Upanishaden, Sanskrit-Dichtung, Wissenschaft und Grammatik des alten Indien. Er beherrschte Sanskrit fließend, und es wird berichtet, dass er im Jahr 1981 anlässlich der Verleihung des Ehrendoktortitels durch die Banaras Hindu University seine Dankesrede frei auf Sanskrit hielt.
Thiemes Lehrtätigkeit im Bereich der Indologie und Indogermanistik führte ihn nach Breslau, Halle, Frankfurt und an die Yale University in New Haven, wo er 1954 einen renommierten Lehrstuhl übernahm. 1960 kehrte er nach Deutschland zurück und bildete in Tübingen eine Reihe von Studenten aus, die später zu angesehenen Indologen wurden. Thieme hinterließ kein großes Standardwerk seines Faches, aber zahlreiche für Experten bedeutende Einzelstudien in deutscher und englischer Sprache. Im Buchhandel erhältlich sind die vielgelesenen Titel Upanishaden und Gedichte aus dem Rig-Veda mit Auszügen aus den alten indischen Texten.

### Klaus Mylius
Klaus Mylius (geb. 1930 in Berlin) studierte zunächst Geographie, bevor er sich der Indologie zuwandte. 1976 wurde er Professor für Sanskritistik und indische Altertumskunde an der Universität Leipzig. Zu seinen über 250 Veröffentlichungen gehören Standardwerke der Indologie wie das Wörterbuch Sanskrit-Deutsch / Deutsch-Sanskrit (1975–1988), eine Chrestomathie der Sanskrit-Literatur (1978) sowie die Geschichte der altindischen Literatur – Die 3000jährige Entwicklung der religiös-philosophischen, belletristischen und wissenschaftlichen Literatur Indiens von den Veden bis zur Etablierung des Islam (3. überarbeitete Aufl. Wiesbaden 2003).
Mylius’ Sanskrit-Literaturgeschichte ist auf hohem wissenschaftlichem Niveau geschrieben und verwendet durchweg, wie in Fachzeitschriften üblich, alle diakritischen Zeichen für Sanskrit-Begriffe und Eigennamen, aber dennoch ist das Buch auch für interessierte Laien zugänglich und erschien in der 2. Ausgabe in einem großen Publikumsverlag. Besonders wertvoll für Indologie-Studierende sind die Anmerkungen am Ende eines jeden Kapitels mit zahllosen nützlichen Literaturhinweisen, welche jeweils die wichtigsten Titel der internationalen Fachliteratur in deutscher und englischer Sprache nennen.
Mylius’ Wörterbuch enthält in der aktuellen Ausgabe (Wiesbaden 2005) die ursprünglichen beiden Teile Sanskrit-Deutsch und Deutsch-Sanskrit in einem Band. Der erste Teil enthält 70 000 Sanskrit-Stichwörter, der zweite 26 000 deutsche. Die Sanskrit-Wörter sind in lateinischer Umschrift mit diakritischen Zeichen gedruckt, so dass das Wörterbuch auch von allgemein sprachwissenschaftlich Interessierten benutzt werden kann. Der Umfang des Wörterbuchs ist im Vergleich zu englischen Titeln wie dem „Monier-Williams“ (das mehr als doppelt so viele Einträge enthält) zwar relativ begrenzt, reicht aber für die Lektüre vieler wichtiger Werke der Sanskrit-Literatur und ermöglicht dem Anfänger ein ungleich leichteres Nachschlagen.

### Weitere bekannte Gelehrte
Die deutsche Indologie hat zahlreiche weitere bedeutende Gelehrte hervorgebracht. Die folgende Übersicht nennt einige bekannte Namen und ihre wichtigsten Tätigkeitsfelder und Forschungsbereiche.
- Hermann Graßmann (1809–1877): Rigveda-Übersetzung; auch bekannter Mathematiker
- Theodor Benfey (1809–1881): Panchatantra, Märchenliteratur, Sanskrit-Grammatik
- Franz Kielhorn (1840–1908): Sanskrit-Grammatik, Epigraphik
- Berthold Delbrück (1842–1922): Indogermanistik, Sanskrit-Syntax
- Hermann Jakobi (1850–1937): Jainismus, Astronomie, Texteditionen
- Hermann Oldenberg (1854–1920): Religionsgeschichte, Veda, Buddhismus
- Wilhelm Geiger (1856–1943): Indologie, Buddhismuskunde
- Richard von Garbe (1857–1927): Samkhya, Yoga, Bhagavad-Gita-Übersetzung
- Heinrich Lüders (1869–1943): Mahabharata, Epigraphik, Buddhismus
- Willibald Kirfel (1885–1964): Puranas, Kosmographie
- Paul Hacker (1913–1979): Vedanta, Puranas
- Günther-Dietz Sontheimer (1934–1992): Volksreligionen, Kulte in Maharashtra
- Michael Witzel (geb. 1943): Rig-Veda-Übersetzung, altindische Geschichte
- Axel Michaels (geb. 1949): Hinduismus, Religionsgeschichte

## Internationale Indologie

### Österreich

#### Moriz Winternitz
Moriz Winternitz (1863–1937) war ein österreichischer Gelehrter, der zunächst Altphilologie und Philosophie studierte, sich dann aber auch der Indologie zuwandte. Im Jahr 1911 wurde er Professor der Indologie in Prag und veröffentlichte zahllose wertvolle Studien im Bereich der Religion, Epen und Sanskrit-Literatur. Eine von Otto Stein und Wilhelm Gampert erstellte Bibliographie nennt nicht weniger als 452 Titel.
Das Hauptwerk von Winternitz war seine „Geschichte der indischen Literatur“ in drei Bänden, die von 1905 bis 1922 erschienen und später auch ins Englische übersetzt wurden. Im ersten Band behandelte Winternitz die vedische Literatur, die Epen und die Puranas. Im zweiten folgte die buddhistische und Jaina-Literatur, im dritten schließlich Lyrik und Wissenschaft. Winternitz spezialisierte sich in späteren Jahren noch weiter auf den Buddhismus und erforschte einige Quellentexte.
Ein weiteres wichtiges Studienfeld war für ihn das Epos Mahabharata. Im Jahr 1901 regte er erstmals die Fertigung einer kritischen Ausgabe auf der Grundlage der zahlreichen Manuskripte an, die in teils abweichenden Versionen vorliegen. Doch erst nach dem Ersten Weltkrieg konnten diese Pläne aufgegriffen und schließlich vom Bhandarkar Oriental Research Institute in Poona (Pune) realisiert werden, das nach jahrzehntelanger Arbeit 1966 die Erstellung der „Critical Edition of the Mahabharata“ abschloss, die seitdem als maßgebliche Ausgabe des Epos gilt und deren Haupttext („Constituted Text“) knapp 80 000 Verse umfasst. Obwohl die eigentliche philologische Arbeit von anderen Gelehrten geleistet wurde, ist es Winternitz' großes Verdienst, dieses Projekt – eines der aufwendigsten in der Geschichte der Indologie – angestoßen und als Mitglied des Herausgeber-Gremiums lange begleitet zu haben.

#### Erich Frauwallner
Die indische Philosophie, die ähnlich hoch entwickelt ist wie die antike griechische oder die deutsche, war das bevorzugte Studienfeld des Wiener Gelehrten Erich Frauwallner (1898–1974). Er beschäftigte sich auch intensiv mit buddhistischen Texten und lernte Tibetisch und Chinesisch, um Zugang zu Quellen zu bekommen, deren Sanskrit-Originale verloren gegangen waren.
Bekannt wurde Frauwallner durch seine „Geschichte der Indischen Philosophie“, deren erster Band 1953 erschien und sich mit den Veden, Upanishaden, Epen, Buddha und Mahavira (dem Gründer des Jainismus) ebenso wie mit Samkhya und dem klassischen Yoga-System beschäftigte. Drei Jahre später erschien der zweite Band, der vor allem das Vaisheshika-System abhandelt. Eine englische Übersetzung erschien 1973 in Delhi.
Frauwallner war einer jener vielen Indologen in Vergangenheit und Gegenwart, die sich auf die Buddhologie spezialisieren und diese Fachwissenschaft mit oft außergewöhnlichen Sprachkenntnissen voranbringen. In einem späten Lebensstadium lernte er sogar noch Japanisch, um die Fachaufsätze seiner japanischen Kollegen studieren zu können. Ein Resultat seiner Forschungen in diesem Bereich war das Buch „Philosophie des Buddhismus“ mit Auszügen aus Werken buddhistischer Denker bis zum 6. Jahrhundert.

### Norwegen

#### Christian Lassen
Christian Lassen (1800–1876) wuchs in Norwegen auf, doch zog seine Mutter nach Hamburg, als er 18 Jahre alt war. Er studierte an verschiedenen europäischen Universitäten und wurde 1840 Professor für alte indische Sprachen und Literatur in Bonn, wo er sein Leben lang blieb und Nachfolger August Wilhelm von Schlegels in der Indologie wurde.
Lassen übernahm eine Reihe von Texteditionen und studierte als einer der ersten westlichen Gelehrten Prakrit und Pali. 1832 übersetzte er die Sānkhya-Kārikā, das wichtigste Grundlagenwerk der Sankhya-Philosophie. Einige Jahre später leistete er den entscheidenden Beitrag zur Entzifferung der altpersischen Keilinschriften und begründete 1837 die „Zeitschrift für die Kunde des Morgenlandes“, in der er viele eigene Artikel veröffentlichte.
Lassens großes literarisches Werk war die „Indische Altertumskunde“, die 1847–1861 in vier Bänden erschien mit sehr umfangreichen und detaillierten Ausführungen zur indischen Geschichte und auch Geografie.

### Holland
Willem Caland (1859–1932) ist der bekannteste Gelehrte der niederländischen Indologie. Er forschte vor allem auf dem Gebiet des vedischen Opferrituals und übersetzte einige Texte wie das Jaiminīya-Brāhmana und das Apastamba-Shrautasūtra, die als äußerst schwierig gelten. Zudem verfasste er auch eine Vielzahl exegetischer Werke.
Sein Landsmann Jan Gonda (1905–1991) war ein renommierter Orientalist und Religionswissenschaftler, der – abgesehen von zahllosen Artikeln – einige Bücher über den Veda und Hinduismus veröffentlichte. Er war Mitherausgeber eines Handbuchs der Orientalistik.
Eine weitere große Persönlichkeit der niederländischen Indologie war F. B. J. Kuiper (1907–2003). Er verfasste zahllose maßgebliche Artikel über Themen der indo-iranischen Philologie, der Linguistik und Mythologie ebenso wie über dravidische und Munda-Sprachen.

### Frankreich
Bereits im Jahr 1801 hatte der französische Orientalist und Awesta-Forscher Anquetil-Duperron (1731–1805) eine lateinische Übersetzung von 50 Upanishaden veröffentlicht, wobei er eine persische Vorlage zugrunde legte. Die erste vollständige (obgleich noch recht unzulängliche) französische Übersetzung des Rig-Veda brachte Alexandre Langlois (1788–1854) heraus. Prominent wurde der Indologe Eugène Burnouf (1801–1852), der zusammen mit Christian Lassen als einer der ersten das Pali erforschte. Später übersetzte er das Bhagavatapurana aus dem Sanskrit und veröffentlichte ein bedeutendes Standardwerk zur Geschichte des indischen Buddhismus.
Einige weitere bekannte französische Indologen waren:
- Louis Renou (1896–1966): Veda, Grammatik
- Jean Filliozat (1906–1982): medizinische Literatur
- Alain Daniélou (1907–1994): Hinduismus, Musik
- Jean Varenne (1926–1997): Hinduismus, Yoga, Tantra.

### Großbritannien
Die britische Indologie hat viele große Gelehrte hervorgebracht, von denen hier nur einige wenige genannt werden.
Der Richter William Jones (1746–1794), Präsident der Asiatic Society of Bengal, veröffentlichte bereits 1789 Kalidasas Meisterwerk Shakuntala, später das Gita Govinda und das Gesetzbuch Manava-Dharmashastra. Jones zeigte auch die Verwandtschaft des Sanskrit mit europäischen Sprachen wie Griechisch, Lateinisch und Gotisch auf und entwickelte als Erster eine lateinische Umschrift der Devanagari.
Charles Wilkins (1750–1833) übersetzte bereits Ende des 18. Jahrhunderts die Bhagavad Gita und das Hitopadesha. Als eigentlicher Begründer der Sanskrit-Philologie gilt jedoch Henry Thomas Colebrooke (1765–1837), der 1801 Professor des Sanskrit am Fort William College wurde. Er schrieb über Paninis Grammatik und gab 1805 eine eigene Grammatik heraus. Es folgten Studien über die Veden, über den Jainismus, Astronomie, Algebra, Metrik und indische Philosophie.
Horace Haymann Wilson (1786–1860) wurde 1832 Sanskrit-Professor in Oxford. Er übersetzte unter anderem Kalidasas Werk Meghaduta sowie das Vishnu-Purana und publizierte 1819 ein Wörterbuch Sanskrit-Englisch.
Weithin bekannt wurde Sir Monier Monier-Williams (1819–1899) durch sein voluminöses Sanskrit-Englisch-Wörterbuch, das weltweit von zahllosen Studenten und Gelehrten genutzt wird. Es enthält ab der 2. Aufl. 1899 etwa 180 000 Sanskrit-Wörter und wird bis heute immer wieder nachgedruckt.
Nachdem das Copyright des Wörterbuchs vor einiger Zeit abgelaufen war, wurde unter der Leitung von Thomas Malten, Institut für Indologie und Tamilistik der Universität Köln, eine digitale Version erstellt, die im Internet als „Cologne Digital Sanskrit Lexicon“ frei verfügbar ist. Da die Eingabe der Wörter nach einem bestimmten Code („Harvard-Kyoto“) in lateinischen Buchstaben erfolgt, wird dem geübten Nutzer ein sekundenschnelles Nachschlagen auch der schwierigsten und längsten Wörter ermöglicht. Die neuere Version „Monier-Williams Sanskrit-English Dictionary (2008 revision)“ bietet einige wertvolle zusätzliche Optionen wie Browsen im Original-Text des Wörterbuchs und das Anzeigen von Wörtern in Devanagari.
Einige weitere bekannte britische Indologen und ihre wichtigsten Arbeitsfelder und Publikationen:
- Ralph T. H. Griffith (1826–1906): Rigveda-Übersetzung, Ramayana-Übersetzung
- Arthur Anthony Macdonell (1854–1930): Grammatik des vedischen und klassischen Sanskrit, Sanskrit-Literaturgeschichte
- Arthur Berriedale Keith (1879–1944): vedisches und klassisches Sanskrit
- Arthur Llewellyn Basham (1914–1986): weltbekanntes Standardwerk „The Wonder that was India“

### USA
Der bekannteste Name der amerikanischen Indologie ist William Dwight Whitney (1827–1894). Er hatte in Deutschland unter Albrecht Weber und Rudolf von Roth orientalische Sprachen und insbesondere Sanskrit studiert und gab 1856 zusammen mit Roth den Text der Atharva-Samhitā heraus, die er später auch übersetzte. Im Jahr 1879 veröffentlichte er eine Sanskrit-Grammatik, die zum Standardwerk wurde und immer wieder neu aufgelegt worden ist. Einige Jahre später folgte ein Supplement mit einer Auflistung aller Sanskrit-Wurzeln und Verbformen, welche bis heute von großem Nutzen ist. Whitney veröffentlichte viele weitere Studien über die Veden und über Linguistik sowie einige Sprachlehrbücher.

### Indien
Bereits in der vedischen Zeit gab es in Indien Gelehrte, die über die Sprache reflektierten, sie analysierten und Regeln und Gesetzmäßigkeiten entdeckten. Die überragende Persönlichkeit unter den Grammatikern der alten Zeit ist Panini, dessen geniales Werk Ashtadhyayi bis heute von Linguisten in aller Welt erforscht wird. Er bezieht sich in seinem Text auf insgesamt zehn Grammatiker, die vor ihm wirkten, von denen wir jedoch nichts wissen. Es ist nicht genau bekannt, wann er lebte, jedoch erscheint aufgrund vielerlei Indizien das 5. Jh. v. Chr. als sehr wahrscheinlich.
Panini entwickelte eine Art Formelsprache, mit der es ihm gelang, die komplexen Regeln der Sanskrit-Grammatik in 3981 Sutras von großer Kürze zusammenzufassen, wobei die deutsche Übersetzung jeweils um ein Vielfaches länger ist. Dabei werden in acht Abschnitten grammatische Regeln, Akzent- und phonetische Regeln etc. dargelegt. Im Laufe der Zeit entstanden viele Kommentare zu Paninis Werk, deren bedeutendster das Mahabhashya des Patanjali ist. Eine vollständige Wort-für-Wort-Übersetzung von Paninis Grammatik findet sich unter „Sanskrit Language Resources“ im Internet auf einer Website des Südasiens-Instituts der Universität Heidelberg.
Während es so eine traditionelle indische Gelehrsamkeit mit eigenen Themen und Herangehensweisen gab, begannen sich ab dem 19. Jh. einzelne Forscher auch die Methoden der westlichen Indologie anzueignen. Großen Ruhm erlangte der in Bombay und später Poona (Pune) tätige Sanskrit-Professor Ramakrishna Gopal Bhandarkar (1837–1925), der über Panini, über die Entwicklung der indischen Sprachen, indische religiöse Sekten und die ältere Geschichte Indiens forschte. Nach ihm wurde das renommierte Bhandarkar Oriental Research Institute benannt, das in jahrzehntelanger Arbeit die kritische Ausgabe des Mahabharata erstellte.
Kashinath Trimbak Telang (1850–1893), der vor allem literaturgeschichtlich tätig war, fand viel Anerkennung für seine Übersetzung und Erläuterung der Bhagavadgita in den „Sacred Books of the East“. Einige weitere bedeutende Namen sind Raghu Vira, Vishva Bandhu, R. N. Dandekar und Pandurang Vaman Kane (1880–1972).
Zahlreiche Sanskrit-Texte wurden von indischen Gelehrten in Regionalsprachen und ins Englische übersetzt, so etwa das voluminöse Mahabharata u. a. ins Bengalische, Hindi und Englische. Diese Übersetzungen erfüllen zum Teil indologische Standards, verfolgen häufig aber auch andere Ziele und sind als freie, volkstümliche Übertragungen für ein breites Publikum intendiert, in welche persönliche Erläuterungen und Interpretationen der Übersetzer eingearbeitet werden, um die Texte zugänglicher zu machen oder einen bestimmten religiösen oder spirituellen Standpunkt zu bekräftigen.
Das größte Projekt in der Geschichte der Indologie wird zurzeit am Deccan College Postgraduate and Research Institute in Pune durchgeführt. Es handelt sich um das Encyclopaedic Dictionary of Sanskrit on Historical Principles, welches das Petersburger Wörterbuch von Böhthlingk als größtes Sanskrit-Nachschlagewerk ablösen wird. Im Verlaufe einer 25 Jahre währenden Materialsammlung wurden 1000 Werke konsultiert und eine Kartei von 1 Million Karten angelegt. 1978 begann die Niederschrift, und es sind bislang 5 Bände (1998–2003) erschienen, die Wörter mit dem Anfangsbuchstaben „a“ enthalten. General Editor der Bände war der renommierte Indologe A. M. Ghatage (1913–2003). Ziel dieses historischen Wörterbuchs ist es, nicht nur die vielen Bedeutungen von Sanskrit-Wörtern anzugeben, sondern auch aufzuzeigen, wie sich die Bedeutungen im Laufe der Zeit in verschiedenen Bereichen und Literaturen entwickelten.

## Die klassische und die moderne Indologie
Schwerpunkt der klassischen Indologie war seit ihren ersten Anfängen die Sanskrit-Philologie, bereits in der ersten Hälfte des 19. Jahrhunderts kamen Studien der mittelindischen Sprachen (Pali und Prakrit-Dialekte) hinzu. Viele von der klassischen Indologie erstellte Übersetzungen oder Fachartikel bereicherten andere Wissenschaften wie zum Beispiel die vergleichende Sprach- und Religionswissenschaft oder Archäologie. Auch für die Zukunft bleiben noch zahlreiche Aufgaben, so etwa die deutsche Übersetzung wichtiger Sanskrit-Texte, die bislang nur in – oft unvollkommener – englischer Übertragung vorliegen.
Seit den 1960er Jahren widmet sich die Indologie zunehmend auch dem Studium der neuindischen Sprachen, insbesondere den nordindischen Sprachen Hindi und Bengali sowie den südindischen Tamil und Kannada. Bereits 1961 stellte Helmuth von Glasenapp in seinem Standardwerk „Die Literaturen Indiens“ die Literatur dieser und anderer Sprachen vor.
Mit einer wachsenden Wahrnehmung des heutigen Indiens, seiner im globalen Kontext immer wichtiger werdenden Politik und Wirtschaft, sowie der vielfältigen Kultur im Bereich von Literatur, Tanz oder Musik, hat sich mancherorts die Indologie neu orientiert, um diesen Entwicklungen gerecht zu werden. So wird parallel zur klassischen Indologie eine moderne Indologie angeboten, die andere Schwerpunkte setzt und letztlich auch zu anderen Qualifikationen der Studierenden führt, wobei jedoch ein Grundstudium des Sanskrit weiterhin Pflicht bleibt.
Diese Umorientierung bietet zusätzliche Chancen für Indologen, die bislang oft nur sehr eingeschränkte Berufsaussichten hatten, das heißt vor allem im akademischen Bereich oder in den Orientabteilungen von Bibliotheken etc. So erwähnt die Universität Würzburg neue Berufsfelder für Studierende der modernen Indologie / Südasienkunde wie Eintritt in den diplomatischen Dienst, Tätigkeit in den Goethe-Instituten, bei den zahlreichen in Indien engagierten Wirtschaftsunternehmen oder im Bereich Kulturmanagement und interkulturelles Training. Zur Vorbereitung auf diese Tätigkeiten werden unter anderem Intensivkurse in Hindi wie auch Studienaufenthalte und Praktika in Indien angeboten.
In Deutschland gab es im Jahr 2012 noch 18 Indologieprofessuren, seit 1997 wurden fünf Professuren abgebaut.